# Slovenska unija
Slovenska unija (kratica: SU) je bila neparlamentarna politična stranka v Sloveniji, ki je bila ustanovljena 12. decembra 2009 v Hotelu Mons v Ljubljani »na temeljih razmišljanj in pogledov ustanoviteljev o sedanjem in prihodnjem stanju slovenske družbe in države«. Stranka se je zavzemala »za napredek, enakopravnost in boljšo prihodnost za vse državljane Slovenije«.
Njen ustanovitelj in prvi predsednik je bil Vlado Dimovski.

## Zgodovina
Pred državnozborskimi volivami sta se Slovenska unija in DeSUS povezala za sodelovanje na in po volitvah, pri čemer bi Dimovski postal eden izmed ministrov. Kasneje je Dimovski tudi postal predsednik DeSUSa v 2024.

## Vidnejši ustanovni člani
- Vlado Dimovski
- Drago Medved
- Janez Četin
- Đorđe Perić[3]
- Ivan Cencelj[3]